# Courtois-sur-Yonne
Courtois-sur-Yonne is een gemeente in het Franse departement Yonne (regio Bourgogne-Franche-Comté) en telt 553 inwoners (1999). De plaats maakt deel uit van het arrondissement Sens.

## Geografie
De oppervlakte van Courtois-sur-Yonne bedraagt 4,3 km², de bevolkingsdichtheid is 128,6 inwoners per km².
De onderstaande kaart toont de ligging van Courtois-sur-Yonne met de belangrijkste infrastructuur en aangrenzende gemeenten.

## Demografie
Onderstaande figuur toont het verloop van het inwonertal (bron: INSEE-tellingen).